# Усть-Канда (присілок)
Усть-Ка́нда (рос. Усть-Канда) — присілок у складі Гур'євського округу Кемеровської області, Росія.
Стара назва — Уськанда.

## Населення
Населення — 99 осіб (2010; 102 у 2002).
Національний склад (станом на 2002 рік):
- росіяни — 100 %